# Purechucho
Purechucho es una localidad del estado mexicano de Michoacán. Es parte del municipio de Huetamo.

## Toponimia
El nombre «Purechucho» proviene del purépecha: purechuri. Su significado es «Ollero» o «El que fabrica ollas».

## Demografía
| Gráfica de evolución demográfica |
|                                  |

| Censo | Población |
| ----- | --------- |
| 1900  | 272       |
| 1910  | 684       |
| 1921  | 678       |
| 1930  | 839       |
| 1940  | 837       |
| 1950  | 1023      |
| 1960  | 1294      |
| 1970  | 1265      |
| 1980  | 1309      |
| 1990  | 1868      |
| 2000  | 1832      |
| 2010  | 1735      |
| 2020  | 1702      |